# Bromelia lagopus
Espèce
Bromelia lagopus est une espèce de plantes à fleurs de la famille des Bromeliaceae. C'est une plante tropicale endémique du Brésil.

## Distribution
L'espèce est endémique du Brésil et se rencontre dans des États de Piauí à celui de Goiás au centre du pays.

## Description
L'espèce est hémicryptophyte.